# 가이세이 학교
가이세이 학교(일본어: 開成学校 가이세이갓코[*])는 도쿄 대학의 전신이었던 메이지 시대의 교육기관이다.
원래는 에도시대인 1857년(안세이 4년) 반쇼시라베쇼(蕃書調所, 번서조소)로 설립되어 외국의 문헌을 연구, 교육하는 학교의 역할을 했다. 후에 가이세이쇼(開成所)로 개명하였다. ‘가이세이’(開成)는 역경 계사전의 ‘만물의 뜻을 깨달아 모든 일을 이룬다’(開物成務)에서 따온 것이다. 번역만이 아니라, 스스로 배운 것을 실천하는 데 연결하라는 의도를 담은 것이다.
메이지 유신 이후인 1870년(메이지 3년)에는 ‘가이세이 학교’로 이름을 바꾸고, 전국에서 학생을 모아 다시 출발했다. 나중에는 대학 남교(大学南校)로 개칭하고, 1874년에는 도쿄 가이세이 학교로 이름을 바꾸었다. 1877년에는 도쿄 의학교와 합쳐 도쿄 대학이 되었다.
이러한 역사적인 의미가 있는 학교이기 때문에, 메이지 시대 이후 ‘가이세이’라는 이름을 가진 학교는 초등학교와 중학교를 비롯해 여러 학교가 존재한다.

## 같이 보기
- 반쇼시라베쇼 - 가이세이 학교의 전신.
- 도쿄 대학 - 가이세이 학교의 후신.